# El Sobrante (Kalifornia)
El Sobrante statisztikai település az USA Kalifornia államában, Contra Costa megyében. Lakosainak száma 15 524 fő (2020. április 1.).

## Népesség
A település népességének változása:

| 2010 | 12 669 |
| 2020 | 15 524 |